# گری مورتون
گری مورتون (انگلیسی: Gary Morton؛ ۱۹ دسامبر ۱۹۲۴ – ۳۰ مارس ۱۹۹۹) یک هنرپیشه، کمدین، تهیه‌کننده اهل ایالات متحده آمریکا بود. وی بین سال‌های ۱۹۶۵ تا ۱۹۹۰ میلادی فعالیت می‌کرد.
وی بازیگر فیلم‌هایی همچون لنی و کارت‌پستال‌هایی از لبه پرتگاه و تهیه‌کننده فیلم سالگرد مبارک و خداحافظ بوده است. مورتون دومین همسر لوسیل بال بازیگر و خواننده آمریکایی بوده است.